# Liste der Landschaftsschutzgebiete im Landkreis Neustadt an der Aisch-Bad Windsheim
Im Landkreis Neustadt an der Aisch-Bad Windsheim gibt es sechs Landschaftsschutzgebiete. (Stand: November 2018)

## Hinweise zu den Angaben in der Tabelle
- Gebietsname: Amtliche Bezeichnung des Schutzgebietes
- Bild/Commons: Bild und Link zu weiteren Bildern aus dem Schutzgebiet
- LSG-ID: Amtliche Nummer des Schutzgebietes
- WDPA-ID: Link zum Eintrag des Schutzgebietes in der World Database on Protected Areas
- Wikidata: Link zum Wikidata-Eintrag des Schutzgebietes
- Ausweisung: Datum der Ausweisung als Schutzgebiet
- Gemeinde(n): Gemeinden, auf denen sich das Schutzgebiet befindet
- Lage: Geografischer Standort
- Fläche: Gesamtfläche des Schutzgebietes in Hektar
- Flächenanteil: Anteilige Flächen des Schutzgebietes in Landkreisen/Gemeinden, Angabe in % der Gesamtfläche
- Bemerkung: Besonderheiten und Anmerkungen

Bis auf die Spalte Lage sind alle Spalten sortierbar.
| Gebietsname                                                   | Bild/Commons   | LSG-ID       | WDPA-ID | Wikidata  | Ausweisung | Gemeinde(n) | Lage     | Fläche ha | Flächenanteil | Bemerkung |
| ------------------------------------------------------------- | -------------- | ------------ | ------- | --------- | ---------- | ----------- | -------- | --------- | --- | --------- |
| Wald- und Weiherlandschaften im östlichen Landkreis           |                | LSG-00502.01 | 396010  | Q59586336 | 1996       |             | Position | 1747,09   | Landkreis Neustadt an der Aisch (100,0 %) |           |
| Aischauen                                                     |                | LSG-00502.02 | 396011  | Q59586337 | 1996       |             | Position | 422,91    | Landkreis Neustadt an der Aisch (99,8 %) |           |
| Talgründe im Iff- und Gollachgau                              |                | LSG-00502.03 | 396012  | Q59586338 | 1996       |             | Position | 588,29    | Landkreis Neustadt an der Aisch (100 %) |           |
| Laubwälder südlich von Uffenheim                              |                | LSG-00502.04 | 396013  | Q59586339 | 1996       |             | Position | 1009,76   | Landkreis Neustadt an der Aisch (100,0 %) |           |
| LSG innerhalb des Naturparks Steigerwald (ehemals Schutzzone) | weitere Bilder | LSG-00569.01 | 396119  | Q59586157 | 1988       |             | Position | 88558,46  | Landkreis Bamberg (20,3 %), Landkreis Erlangen-Höchstadt (3,6 %), Landkreis Neustadt an der Aisch (38,4 %), Landkreis Haßberge (17,0 %), Landkreis Kitzingen (14,0 %), Landkreis Schweinfurt (6,7 %) |           |
| LSG innerhalb des Naturparks Frankenhöhe (ehemals Schutzzone) | weitere Bilder | LSG-00570.01 | 396120  | Q59586306 | 1988       |             | Position | 76583,5   | Ansbach (2,3 %), Landkreis Ansbach (70,5 %), Landkreis Neustadt an der Aisch (27,1 %) |           |